# Berenguer Ripoll
Berenguer Ripoll fue un autor de cartas náuticas del siglo XV. Se conserva una sola carta portolana de él, que firmó junto con Jaume Bertran en Barcelona en 1456. Actualmente se conserva en el Museo Marítimo de Greenwich.
La firma de la carta está escrita en latín: Jachobus Bertran et Berengarius Ripol compos(...) hanch cartam in civitatis Barchiae anno a nativitate domini m.cccc.l.sexto.
En esta carta siguieron las convenciones cartográficas y decorativas de la cartografía mallorquina. Es la única carta medieval conservada realizada en Barcelona .